# Chiesa di San Martino (Fondi)
La chiesa di San Martino si trova in via Vitruvio Vacca, nel centro storico di Fondi (Provincia di Latina).
La chiesa risale probabilmente al XIII secolo, ma non si hanno informazioni sulla sua edificazione.

## Gli scavi archeologici
Durante recenti restauri della chiesa, sono stati condotti ad opera della Soprintendenza per i beni archeologici del Lazio scavi preventivi che hanno consentito di individuare i resti di un peristilio di una domus romana con pavimentazioni marmoree e musive risalenti al I e II secolo d.C.
Al III secolo d.C. si data la risistemazione dell'ambiente con l'inserimento di una vasca di fontana al centro dell'ambiente.
Contestualmente venne realizzato anche un sistema idraulico per l'immissione e il deflusso delle acque.
La domus conservò la sua funzione fino al V-VI secolo d.C., quando la vasca di fontana venne obliterata e vennero impiantate nel vano strutture successive, non è escluso relative ad un edificio di culto cristiano.
Opere trovate negli scavi archeologici:
- un capitello corinzio,
- un'antefissa a forma di Gorgone,
- una statua muliebre in marmo lunese,
- una colonnina di marmo con vaso sovrastante per fare uscire l'acqua da una fontana,
- un frammento di un'iscrizione,
- resti di un gioco da tavolo romano a pedine bianche e nere lenticolari.